# Nicola Cavanis
Nicola Cavanis (Monaco di Baviera, 17 dicembre 1998) è una modella tedesca.

## Biografia
Dalla fine del 2023 Cavanis ha una relazione con l'ex difensore Mats Hummels.

## Carriera
Ha iniziato a pubblicare proprie foto su Instagram nel 2012. 
All'età di 16 anni ha iniziato a lavorare come modella professionista, in particolare di streetwear e lingerie. Ha posato, tra gli altri, per Leonisa, Women'secret, Zalando, oltre ad essere apparsa sulla copertina di Shape e Stell Magazine.
Viene rappresentata da diverse agenzie di modelle europee, tra cui Stockholms Gruppen, Uniko, Major Models Milan e Talents Models Munich